# Branka
Branka (1881.) je poznato djelo Augusta Šenoe čija je tema predstavljala tada suvremenu radnju. Riječ je o pripovijetci koja se po današnjim mjerilima može svrstati i pod roman. Izlazila je u nastavcima u časopisu Vijencu (7 - 38) tijekom 1881. godine. Uz Prijana Lovru, Prosjaka Luku i Baruna Ivicu, Branka tematski pripada Šenoinim djelima socijalne tematike iz suvremenoga građanskog i provincijskog života Zagreba i okolice druge polovice 19. stoljeća. Branka je Šenoino posljednje dovršeno djelo.

## Sadržaj
Branka Kunović je mlada djevojka koja želi raditi kao učiteljica, ali nikako ne može pronaći zaposlenje nakon zavšene učiteljske škole. S bakom živi u blizini Petrove crkve u Vlaškoj ulici u Zagrebu. S obzirom na to da je to vrijeme kada je mladim djevojkama gotovo jedini izbor bila udaja, Brankina želja za zaposlenjem bila je neuobičajena. Hermina, Brankina najbolja prijateljica, sušta je suprotnost Branki, ali je podupire u njezinim nastojanjima. Branku prosi birokrat Marić, bivši školski kolega, a nakon što ga ona odbije, on o njoj širi klevete. Nakon dužega čekanja Branka konačno dobiva posao učiteljice, i to u zabačenom selu Jalševu uz pomoć Herminina oca činovnika. Ona pristupa svojem radu idealistično, u skladu s tendencijama Hrvatskog narodnog preporoda, ali nailazi na otpor jelševačkog učitelja Krunoslava Šilića, njegove žene i učiteljskog pripravnika Janka Čavlića te općinskog bilježnika Šandora plemenitog Mišoci. Na Brankinoj su strani su seoski župnik, gospodin načelnik, gospođa barunica načelnikovica i mladi grof Belizar, u kojega se Branka i zaljubljuje. Nakon dobro položenog završnog ispita Branka dobiva poziv za rad u školi u Zagrebu, što ona odbija kako bi se udala za grofa Belizara.